# Gustav Adolf Hugo Dahlstedt
Gustav Adolf Hugo Dahlstedt (8 de febrero de 1856-1934) fue un botánico sueco que trabajó por largos años en el Bergianska Trädgården (jardín botánico de Bergius en Estocolmo; y en el Naturhistoriska Riksmuseet de Estocolmo. En 1907 obtiene su doctorado honorario.
Dahlstedt se especializó en estudios de los géneros Taraxacum y Hieracium.

## Algunas publicaciones
- 2012. Studien Über Süd-und Central-Americkanische: Peperomien Mit Besonderer Berücksichtigung Der Brasilianischen Sippen... Ed. reimpresa de BiblioBazaar, 284 pp. ISBN 1276520077

- 1921. De Svenska Arterna Av Släktet Taraxacum: Erythrosperma. Obliqua. 82 pp.

- 1901. Botany of the Faröes, based upon Danish investigations. Vol. 1. Con Eugenius Warming, Carl Emil Hansen Ostenfeld, Christian Jensen, Emil Rostrup, Fredrik Börgesen, Ernst Vilhelm Østrup, Jacob Severin Deichmann Branth, Hugo Dahlstedt, Gazet Patursson, Peter Berendt Feilberg, Helgi Jonsson. Ed. Nordiske forlag, 561 pp.

- 1893. Adnotationes de Hieraciis Scandinavicis, Anteckningar till kännedomen om Skandinaviens Hieracium-flora. I. Af Hugo Dahlstedt. Ed. I. Marcus, 146 pp.

## Honores

### Eponimia
Género
- (Faboideae) Dahlstedtia Malme[1]

Especies
- (Asteraceae) Taraxacum dahlstedtii H.Lindb.[2]

- (Piperaceae) Peperomia dahlstedtii C.DC.[3]

- La abreviatura «Dahlst.» se emplea para indicar a Gustav Adolf Hugo Dahlstedt como autoridad en la descripción y clasificación científica de los vegetales.[4]